# Monségur (Pyrénées-Atlantiques)

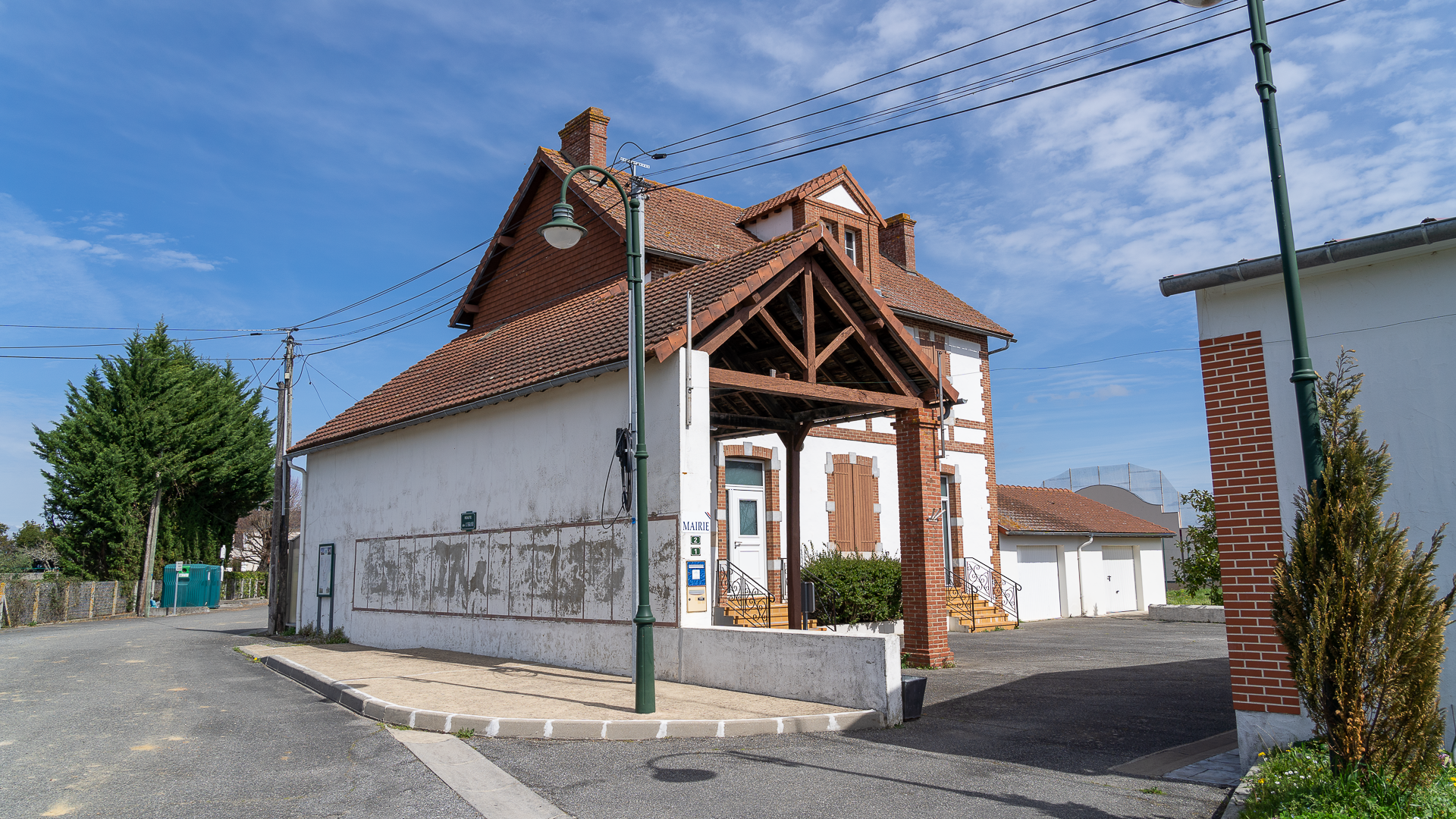
Rathaus von Monségur, Gemeinde im Département Pyrénées-Atlantiques (2023)

Monségur ist eine französische Gemeinde mit 134 Einwohnern (Stand 1. Januar 2022) im Département Pyrénées-Atlantiques in der Region Nouvelle-Aquitaine (vor 2016: Aquitanien). Die Gemeinde gehört zum Arrondissement Pau und zum Kanton Pays de Morlaàs et du Montanérès (bis 2015: Kanton Montaner).
Der Name in der gascognischen Sprache lautet Montsegur. Monségur liegt auf einer Anhöhe über dem Tal des Flusses Adour, daher der Name Mont für „Berg“. Das Adjektiv segur bedeutet „sicher“ in der gascognischen Sprache, ein Hinweis auf die strategische Lage des Dorfes.

## Geographie
Monségur liegt ca. 40 km nordöstlich von Pau in der historischen Provinz Béarn am östlichen Rand des Départements und grenzt im Westen, Norden und Osten an das benachbarte Département Hautes-Pyrénées.
Umgeben wird Monségur von den Nachbargemeinden:
|                           | Lahitte-Toupière (Hautes-Pyrénées)          |                            |
| Vidouze (Hautes-Pyrénées) | Kompassrose, die auf Nachbargemeinden zeigt | Larreule (Hautes-Pyrénées) |
|                           | Labatut-Figuières                           |                            |

Monségur liegt im Einzugsgebiet des Flusses Adour. Der Ruisseau de Bordeu, ein Nebenfluss des Ruisseau de Layza, entspringt auf dem Gebiet der Gemeinde und bewässert es zusammen mit seinem Zufluss, dem Ruisseau de Coumanère, der einen großen Teil der Grenze zur Nachbargemeinde Larreule markiert.

## Geschichte
Die Grundherrschaft von Monségur lag beim französischen König seit dem Mittelalter. Die Gerichtsbarkeit der lokalen Rechtssprecher wurde also im Namen des Königs ausgeübt. Bei der Volkszählung im Jahre 1385 wurden in Monségur 30 Haushalte gezählt. Es gehörte zur Bailliage von Lembeye. Trotz der im Vergleich zu Nachbardörfern geringeren Größe besaß Monségur einen Sitz im obersten Gerichtshof des Béarn. Der Zehnt wurde auf die Barnabiten von Lescar und dem Archidiakonat von Tarbes aufgeteilt. Die Hugenottenkriege sorgten im 16. Jahrhundert für einen Bevölkerungsrückgang, der aber rasch wieder ausgeglichen werden könnte, denn 1675 wurden bereits 75 Haushalte gezählt. Bis zum Ende des 19. Jahrhunderts sorgte der Weinbau für eine florierende Wirtschaft, die sich schlagartig durch eine Epidemie der Reblaus verschlechterte, die sich in Europa ab 1863 ausbreitete. Es bedurfte 30 Jahre, um diese Krise zu überwinden, indem amerikanische Pfropfreben eingesetzt wurden, die auf natürliche Weise gegen den Reblausbefall resistent sind.
Toponyme und Erwähnungen von Monségur waren:
- Mont-Segur (1343, Manuskript von 1343).
- Montsegur (1750, 1793 und 1801, Karte von Cassini, Notice Communale bzw. Bulletin des lois) und
- Montségur (1863, Dictionnaire topographique Béarn-Pays basque).[4][5][6]

## Einwohnerentwicklung
Nach einem letzten Höchststand der Einwohnerzahl von rund 390 in der Mitte des 19. Jahrhunderts reduzierte sich die Zahl bei kurzen Erholungsphasen bis zur Mitte des 19. Jahrhunderts auf ein Niveau von rund 90, bevor mit den 1980er Jahren ein moderates Wachstum einsetzte.
| Jahr      | 1962 | 1968 | 1975 | 1982 | 1990 | 1999 | 2006 | 2009 | 2022 |
| --------- | ---- | ---- | ---- | ---- | ---- | ---- | ---- | ---- | ---- |
| Einwohner | 100  | 95   | 95   | 98   | 106  | 105  | 126  | 136  | 134  |

## Sehenswürdigkeiten
- Pfarrkirche, geweiht Johannes dem Täufer. Ihr massives Äußeres mit spärlichen Fenster- und Türöffnungen weist auf eine Architektur hin, die neben der sakralen Funktion auch auf eine militärische Verteidigung ausgerichtet ist. Diese Merkmale konnten auch vielfache Umgestaltungen im Laufe der Jahrhunderte nicht verschwinden lassen. Die nördliche Wand gehört zu den ursprünglichen Komponenten und datiert wahrscheinlich aus dem 11. Jahrhundert. Andere Elemente sind Zeugen von Umbauten und Vergrößerungen im 17. Jahrhundert, die die Schäden durch die Hugenottenkriege ausgleichen sollten. Restaurierungen im 18. und 19. Jahrhundert bringen ein konstantes Streben nach Verbesserungen zum Ausdruck. Die kleine Pfarrkirche hat wie viele Kirchen der Region einen einfachen Aufbau. Sie besitzt ein Mittel- und ein Seitenschiff sowie eine Seitenkapelle. Bemerkenswert ist ihr bis weit nach unten gezogenes Dach. Der Glockengiebel im Westen besitzt einen Anbau mit einem Pultdach, ein in der Region weit verbreitetes Element. Im Innern werden viele Gegenstände aus dem 17. bis 19. Jahrhundert bewahrt, die als nationale Kulturgüter registriert sind.[8][9]

- Schloss von Monségur. Im 19. Jahrhundert errichtet und im 20. Jahrhundert restauriert, vereinigt es traditionelle Stilelemente. Das lang gezogene und stark geneigte Schieferdach und seine beiden Dachgauben sind hierbei die auffälligsten. Ein weiteres Charakteristikum ist ein Balkon mit einem Geländer aus Holz, der auf der ersten Etage aus dem größten Teil der Fassade hervorkragt. Andere Merkmale, die aus dem Gebäude einen Sitz von Notabeln ausmacht, sind der runde Turm und die zahlreichen, gleichmäßig und symmetrisch angeordneten Fenster. Das Schloss befindet sich in Privatbesitz und ist für die Öffentlichkeit nicht zugänglich.[10]

## Wirtschaft und Infrastruktur

### Branchen und Betriebe

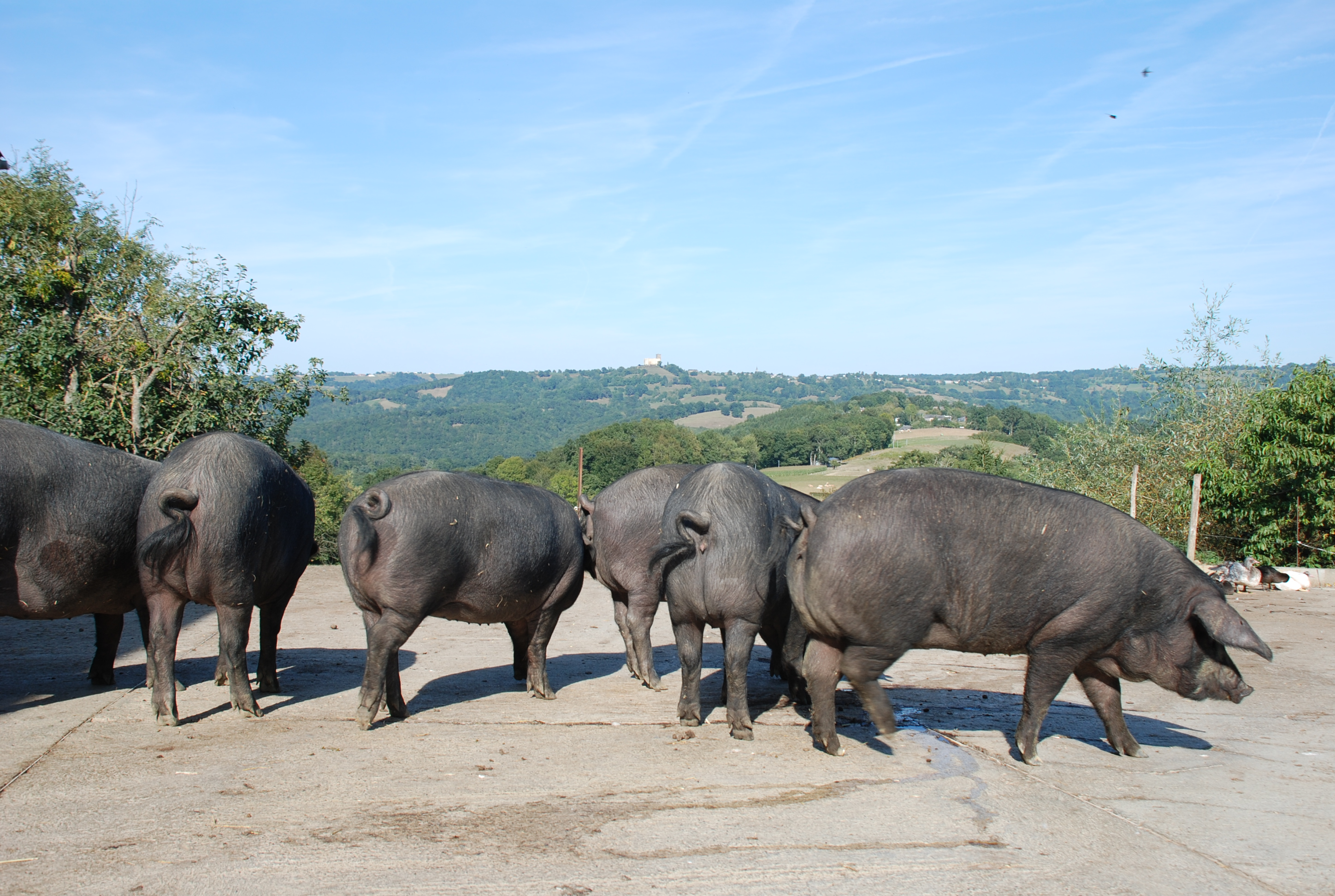
Porcs Noirs de Bigorre

Monségur liegt in den Zonen AOC der Schweinerasse Porc noir de Bigorre und des Schinkens Jambon noir de Bigorre.

### Verkehr
Monségur wird durchquert von den Routes départementales 148 (Hautes-Pyrénées: 4) und 202 (Hautes-Pyrénées: 59).